# Jan Chramosta
Jan Chramosta (ur. 12 października 1990 w Pradze) – czeski piłkarz grający na pozycji napastnika. Od początku kariery reprezentuje barwy FK Mladá Boleslav.
W swoim pierwszym sezonie Chramosta strzelił pięć goli w dziewięciu spotkaniach i został okrzyknięty rewelacją sezonu. Jest reprezentantem Czech U-21. Występował na Mistrzostwach Europy U-21 w 2011 roku.